# L'Almanach du Bonhomme Richard
Pour les articles homonymes, voir Bonhomme Richard.

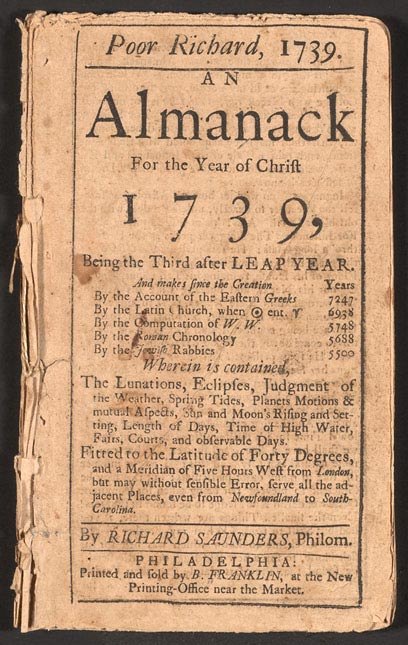
Poor Richard Almanack 1739.

L’Almanach du Bonhomme Richard (Poor Richard’s Almanack) est un almanach de Benjamin Franklin, qu’il commença à publier en 1732, sous le pseudonyme de Richard Saunders.
Les almanachs étaient très populaires dans les Treize colonies, ils servaient pour les prévisions météorologiques saisonnières, donnaient des conseils ménagers, contenaient des puzzles et d’autres amusements. L’Almanach du Bonhomme Richard était populaire pour toutes ces raisons, et également pour son usage étendu de jeux de mots dont beaucoup d'exemples survivent dans le vernaculaire américain contemporain.

## Histoire

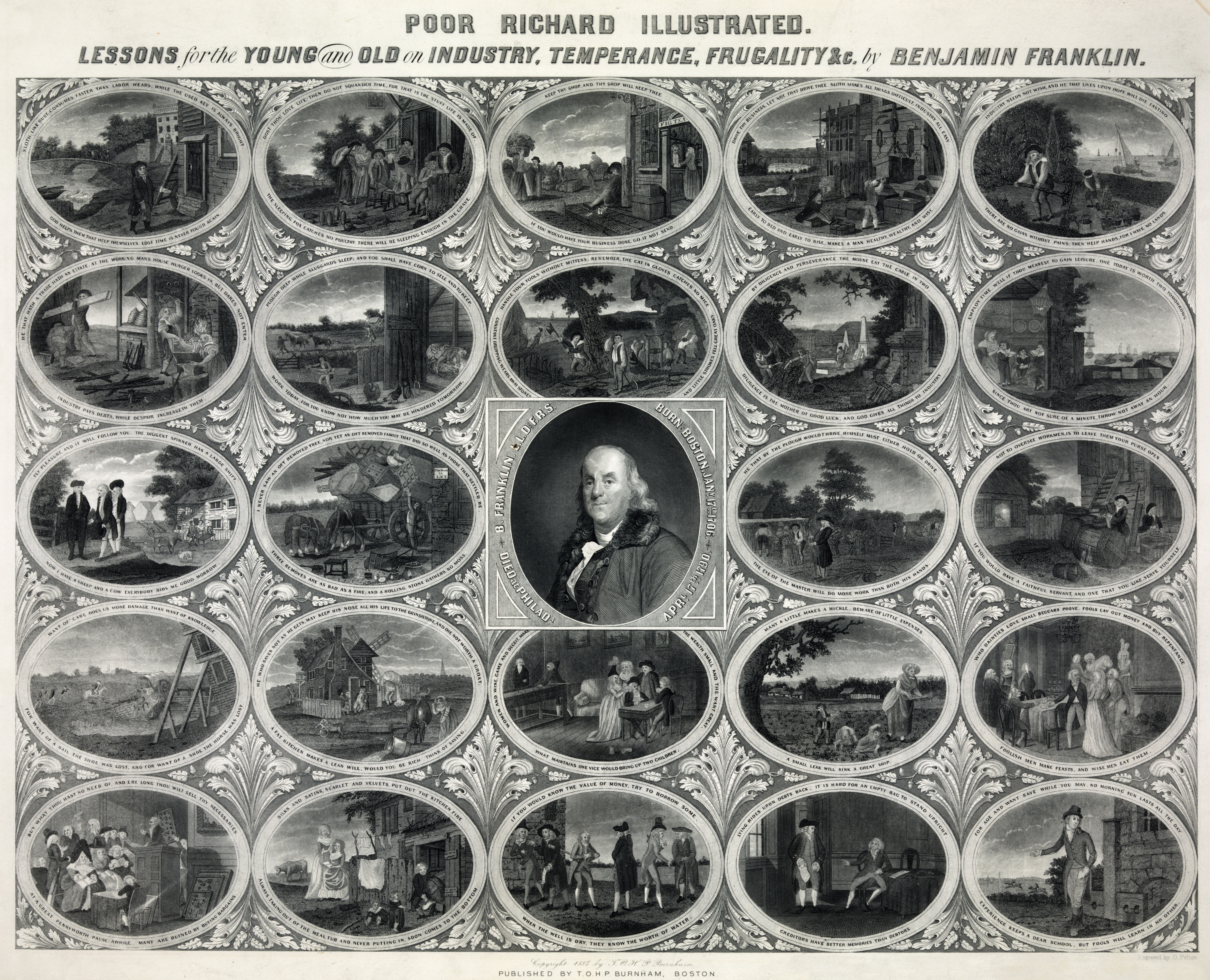
Gravure du XIXe siècle basée sur l’Almanach du Bonhomme Richard, montrant l’auteur entouré de vingt-quatre illustrations de plusieurs de ses meilleurs dictons.

Ayant commencé à publier l’Almanach du Bonhomme Richard le 28 décembre 1732, Franklin devait en poursuivre, 25 ans durant, une publication qui devait lui amener réussite économique et popularité. L’almanach se vendait à plus de 10 000 exemplaires par an. En 1753, à la mort de son frère, James, Franklin envoya à sa veuve 500 exemplaires gratuits de son Almanach, afin que leur vente puisse lui assurer un revenu.

## Contenu
L’Almanach fournissait les informations sur le calendrier, le temps, des poèmes, des dictons, ainsi que les données astronomiques et astrologiques typiques des almanachs de cette période. Franklin y incluait également, à l’occasion, des exercices mathématiques, et à partir de 1750, l’Almanach comporte un des premiers exemples de démographie. Cependant, il est surtout connu pour être une source des aphorismes et des proverbes de Franklin, dont beaucoup survivent en anglais américain. Les recommandations typiques de ces maximes tournent en général, avec un soupçon de cynisme, autour de l’épargne et de la courtoisie.
Dans les espaces entre les jours importants, Franklin incluait des proverbes sur l’industrie et la frugalité. Plusieurs de ces paraboles sont empruntées à Lord Halifax, dont de nombreux aphorismes émanent d’un « scepticisme de base dirigé contre les motivations des hommes, les mœurs, et l’époque. »

## Nom
Franklin a emprunté le nom de « Richard Saunders » à l’auteur de l’Apollo Anglicanus, un almanach londonien populaire au XVIIe siècle dont la publication s’est poursuivie tout du long du XVIIIe siècle. Il a créé le personnage du Bonhomme Richard en partie sur le modèle du personnage pseudonyme de Jonathan Swift : « Isaac Bickerstaff ». Dans une série de trois lettres écrites entre 1708 et 1709, connue sous le nom de papiers Bickerstaff, « Bickerstaff » avait prédit la mort imminente de l’astrologue et fabricant d’almanach John Partridge. Comme Bickerstaff, le Bonhomme Richard de Franklin, se prétendait philomathe et astrologue ; tout comme Bickerstaff, il prédisait la mort d’astrologues réels qui rédigeaient des almanachs traditionnels. La prévision et les faux rapports de la mort de ces astrologues, à la grande consternation de ces derniers, était une plaisanterie récurrente dans les premières éditions de l’Almanach du Bonhomme Richard. Toutefois, Franklin a fini par utiliser le personnage attachant du « Bonhomme » Richard Saunders, avec celui de son épouse Bridget, comme cadre – fût-il comique – pour ce qui était conçu comme une ressource sérieuse que les gens achèteraient année après année. À cette fin, le côté satirique du personnage de Swift est largement absent du Bonhomme Richard, présenté comme distinct de Franklin lui-même, qu’il mentionnait de temps à autre comme son imprimeur.
Dans les éditions suivantes, le personnage original de Richard Saunders disparut peu à peu, pour laisser la place à un Bonhomme Richard, qui tenait en grande partie de Franklin et de ses propres pratiques et perspectives scientifiques et commerciales. En 1758, le caractère original s’éloigna encore plus des conseils pratiques et des proverbes de l’almanach, que Franklin présenta comme venant du « Père Abraham », qui en retour, tenait ses paraboles du Bonhomme Richard.

## Éponymie
La frégate de la Compagnie française des Indes orientales Duc de Duras fut rebaptisée par John Paul Jones USS Bonhomme Richard, d’après le nom français de cet almanach. Elle participa aux combats de la Révolution américaine. Plusieurs navires de l’US Navy prendront par la suite le nom d’USS Bonhomme Richard en l’honneur de cette frégate.